# George Henry Peters
George Henry Peters (1863–18 de outubro de 1947) foi um astrônomo americano e descobridor de planetas menores.